# غورو ميازاوا
غورو ميازاوا (باليابانية: 宮沢吾朗؛ بالكانا: みやざわ ごろう) هو لاعب غو محترف ‏ ياباني، ولد في 29 نوفمبر 1949 في هوكايدو في اليابان.